# Basilique Saint-Thugal de Château-Landon
La basilique ou prieuré Saint-Thugal est un ancien édifice religieux catholique situé à Château-Landon, en France. Son vestige, la tour Saint-Thugal, est inscrit aux monuments historiques depuis 1926.

## Statut patrimonial et juridique
L’édifice fait l’objet d’une inscription au titre des monuments historiques depuis 1926.